# Acer calcaratum
Acer calcaratum é uma espécie de árvore do gênero Acer, pertencente à família Aceraceae.